# Himalagrion pithoragarhicus
Himalagrion pithoragarhicus là loài chuồn chuồn trong họ Coenagrionidae. Loài này được Sahni mô tả khoa học đầu tiên năm 1964.